# Myiopagis caniceps
El fiofío gris (Myiopagis caniceps), es una especie de ave paseriforme de la familia Tyrannidae perteneciente al género Myiopagis. Es nativa del este y centro sur de América del Sur.

## Nombres comunes
Se le denomina también bobito gris (en Venezuela), elenia o elaenia gris (en Colombia), fiofío ceniciento (en Argentina y Paraguay), piojito platanero, fío-fío gris (en Perú), elenita gris (en Ecuador) o fiofío gris del Atlántico,

## Distribución y hábitat
Se distribuye por el noreste, sureste y sur de Brasil (desde el este de  Maranhão a Pernambuco, al sur hasta el sur de Mato Grosso y norte de Rio Grande do Sul), Paraguay, sureste de Bolivia y extremos noroeste y noreste de Argentina.
Esta especie es considerada poco común en su hábitat natural: el dosel, el estrato medio y los bordes de selvas húmedas, localmente hasta los 1100 ~1200 m de altitud, en bosques secundarias y en galería, tanto en sierras como en llanuras. Evita bosques secos.

## Descripción
Mide de 10 a 12 cm de longitud. Presenta dimorfismo sexual. El macho es gris por arriba con una estría blanca en la corona; ala negruzca con dos fajas y filetes blancos. Garganta y pecho gris claro, abdomen blanco grisáceo. La hembra es color oliváceo por arriba, cabeza grisácea con estría amarillenta en la corona; alas negruzcas con dos fajas y filetes amarillentos. Por abajo es amarillenta, abdomen de color más vivo. El juvenil se presenta manchado de castaño en las alas y partes superiores.

## Comportamiento
En pareja, con la cola un poco erguida, recorre el follaje de los estratos más altos, inclusive en los bordes del bosque; frecuentemente siguiendo bandadas mixtas.

### Vocalización
El canto es rítmico y comienza con notas cortantes, seguidas de un tremular rápido y estridente que decresce y se atenúa: «sui sui sui uir-r-r-r-r-r-r-r-r»; pueden seguirse notas más agudas, bien enunciadas.

## Sistemática

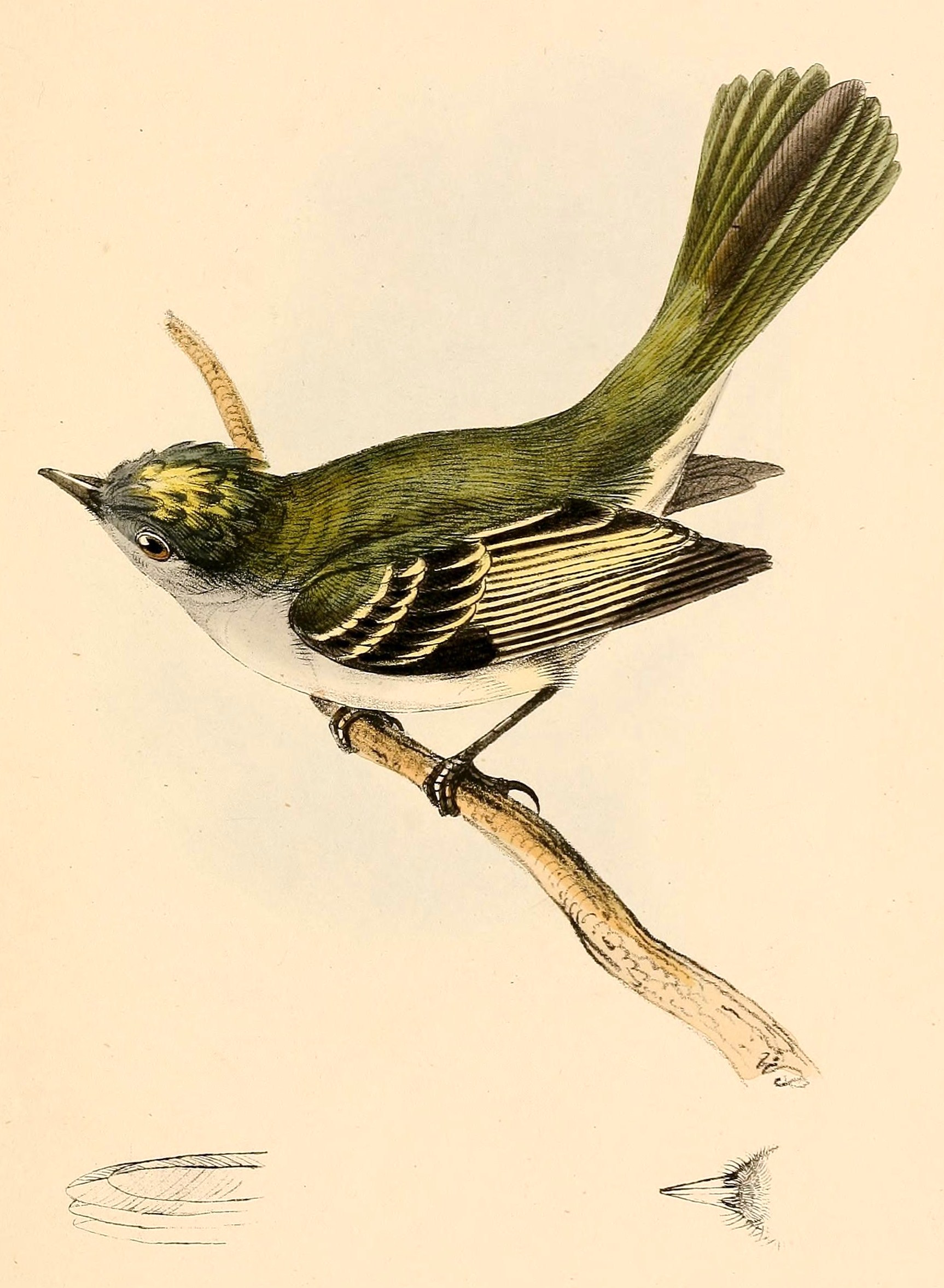
Tyrannula caniceps = Myiopagis caniceps, ilustración publicada en el año 1841 en la obra de William Swainson: A selection of the birds of Brazil and Mexico.

### Descripción original
Esta especie fue descrita originalmente por el naturalista inglés William Swainson en el año 1835, bajo el nombre científico Tyrannula caniceps. Su localidad tipo es: «Brasil, restingido posteriormente para Santo Amaro, Reconcavo de Bahía, Brasil».

### Etimología
El nombre genérico femenino «Myiopagis» se compone de las palabras del griego «muia, muias» que significa ‘mosca’, y «pagis» que significa ‘atrapar’; y el nombre de la especie «caniceps», se compone de las palabras del latín «canus» que significa ‘gris’  y «ceps» que significa ‘de cabeza’.

### Taxonomía
Consideraciones anatómicas indican que estaría estrechamente relacionado con Myiopagis olallai, pero también se ha sugerido que posiblemente no debería pertenecer a este género por razones de dimorfismo sexual en el plumaje; sin embargo, los datos genéticos refutan esta sugestión.  La especie Serpophaga araguayae, descrito sobre la base de un solo ejemplar, colectado en el sudoeste de Tocantins (la isla del Bananal), en Brasil, demostró ser atribuible a la subespecie nominal de la presente especie.
Las entonces subespecies Myiopagis caniceps parambae (incluyendo M. caniceps absita) y Myiopagis caniceps cinerea son consideradas como especies separadas de la presente con base en diferencias morfológicas y de vocalización. Respectivamente el fiofío gris del Chocó (Myiopagis parambae) y el fiofío gris amazónico (Myiopagis cinerea); lo que fue seguido por las principales clasificaciones.
Considerando la separación descrita, la presente especie pasa a ser monotípica.